# SV DOSKO
SV DOSKO (Door Ons Samenspel Komt Overwinning) is een op 1 maart 1908 opgerichte amateurvoetbalvereniging uit Bergen op Zoom, Noord-Brabant, Nederland. De club speelt op "Sportpark Meilust".

## Standaardelftallen

### Zaterdag
Sinds het seizoen 2015/16 komt de club met een standaardelftal in de zaterdagafdeling uit, waar het speelt in de Vierde klasse van het KNVB-district Zuid-I.

#### Competitieresultaten 2016–2018
| 8 4B |

| 8 4C |

| 7 4C |

| - 4C |

| Vierde klasse |

### Zondag
Het standaardelftal in de zondagafdeling speelt in de Eerste klasse, na degradatie uit de Zondag Hoofdklasse B in het seizoen 2016/17. Dit seizoen, 2020/21, is het ingedeeld in 1B van het KNVB-district West-II.
In 1921 promoveerde DOSKO naar de Eerste klasse Zuid, degradeerde in 1924 naar de Tweede klasse, in 1937 naar de Derde klasse en kwam in 1942 terug in de Tweede klasse. Ondanks dat de club al drie keer op een haar na promotie naar de eerste klasse had gemist, nam het de stap om betaald voetbal te gaan spelen. Dit avontuur duurde vier seizoenen (1955/56-1958/59). De terugkeer in het amateurvoetbal geschiedde weer in de Tweede klasse. Hierna werd in de seizoenen 1995/96-1997/98 in de Vierde klasse gespeeld, op het laagst gespeelde niveau en in de seizoenen 2013/14-2016/17 in de Hoofdklasse, de hoogst behaalde klasse.

#### Competitieresultaten 1913–2018
| 2 3A |

| 3 3A |

| 5 |

|  |

| 2 2A |

| 4 2A |

| 5 2A |

| 2 2A |

| 9 |

| 8 |

| 9 |

| 11 |

| 4 2A |

| 3 2A |

| 3 2A |

| 9 2A |

| 4 2A |

| 8 2A |

| 8 2A |

| 3 2A |

| 6 2A |

| 4 2A |

| 3 2A |

| 10 2A |

| 5 3C |

| 4 3D |

| 4 3C |

| 5 C |

| 1 3L |

| 5 2E |

| 3 2E |

| 6 2E |

|  |

| 7 2B |

| 3 2A |

| 1 2B |

| 2 2B |

| 6 2B |

| 1 2B |

| 4 2B |

| 1 2B |

| 2 2B |

| 8 2B |

| 8 C |

| 12 B |

| 13 A |

| 15 A |

| 7 2B |

| 7 2B |

| 12 2B |

| 3 3D |

| 5 3D |

| 3 3D |

| 1 3D |

| 10 2B |

| 12 2B |

| 2 3D |

| 5 3D |

| 5 3D |

| 2 3D |

| 10 3D |

| 8 3D |

| 9 3D |

| 7 3D |

| 9 3D |

| 6 3D |

| 3 3D |

| 3 3D |

| 1 3D |

| 3 2B |

| 5 2B |

| 4 2B |

| 10 2B |

| 1 2B |

| 6 1E |

| 11 1E |

| 5 2B |

| 7 2B |

| 2 2B |

| 11 1E |

| 9 2B |

| 12 2B |

| 10 3D |

| 2 4G |

| 2 4B |

| 2 4B |

| 3 3A |

| 3 3A |

| 11 2E |

| 3 3A |

| 3 3A |

| 4 2E |

| 9 2E |

| 12 2E |

| 10 3A |

| 6 3A |

| 6 3A |

| 4 3A |

| 1 3A |

| 2 2E |

| 2 1C |

| 8 A |

| 9 B |

| 7 B |

| 16 B |

| 10 1C |

| - 1B |

| Eerste klasse (profniveau) | Tweede divisie | Hoofdklasse | Eerste klasse | Tweede klasse | Derde klasse | Vierde klasse | Noodcompetitie |

In elke staaf van de grafiek staat van boven naar beneden vermeld: 
- Eindnotering

Dit is de positie die de club heeft bereikt in de competitie, zonder eventuele beslissings-, play-off- of nacompetitiewedstrijden die nodig zijn geweest om bijvoorbeeld de kampioen van de competitie te bepalen.
Indien een * achter het getal staat is de notering een tussenstand en kan het zijn dat de notering niet overeenkomt met de uiteindelijke eindstand van de competitie.
Staat er een - dan is het seizoen nog bezig en is er geen definitieve uitslag bekend.
Staat er xx op de positie van de notering, dan heeft de club vroegtijdig de competitie verlaten. Dit kan onder andere komen door terugtrekking van het team, faillissement van de club of door een uitgedeelde straf van de KNVB. In veel gevallen staat elders in het artikel de reden vermeld.
Staat er een ? dan is het resultaat uit het verleden onbekend, en is alleen de competitie of het niveau bekend van dat seizoen.
In de seizoenen 2019/20 en 2020/21 werd wegens de coronacrisis het amateurvoetbal afgebroken. Daardoor kennen deze staven geen eindklassering (middels -- weergegeven).
- Competitieniveau en afdelingsletter of Officiële eindstand Eredivisie
  - Competitieniveau en afdelingsletter

Hierbij geeft het getal het niveau weer, dat ook terug te vinden is in de legenda. De letter is de afdelingsaanduiding en wordt gebruikt wanneer er meer afdelingen zijn op hetzelfde niveau. De afdelingsletter is altijd een hoofdletter en wordt meestal zonder nummer gebruikt.
Voorbeeld: 2F is niveau 2e klasse competitie F.
Het competitieniveau en nummer wordt niet vermeld wanneer er slechts één competitie van dit niveau was.
  - Officiële eindstand Eredivisie (getal staat tussen haakjes vermeld)

Sinds de introductie van play-offwedstrijden voor Europees voetbal na afloop van de reguliere competitie in 2005/06, is de KNVB verplicht een eindstand van de Eredivisie door te geven aan de UEFA aan de hand van deze play-offwedstrijden.
Bij deze eindstand staan clubs die zich hebben gekwalificeerd voor Europees voetbal hoger dan clubs die zich niet wisten te kwalificeren. Indien er geen verschil was tussen de eindnotering en de officiële eindstand, staat dit getal niet vermeld.

- Onderafdeling

Hier staat afgekort de naam van de onderafdeling indien de club in dat jaar in een onderafdeling uitkwam. Tevens staat deze afkorting in de legenda en wordt gelinkt naar het artikel over deze onderafdeling. Deze afkorting wordt alleen vermeld wanneer de club in het verleden in verschillende onderafdelingen heeft gespeeld. Deze vermelding is in de staaf altijd in kleine letters. Deze onderafdelingen zijn na het seizoen 1995/96 afgeschaft. Heeft de club in slechts één onderafdeling gespeeld, dan is dit alleen terug te vinden in de legenda.
Onder de staaf staat het jaartal vermeld waarin het seizoen is afgesloten. 15 verwijst naar het seizoen 2014/15 of eventueel het seizoen 1914/15.
Wanneer een staaf leeg is, zijn deze gegevens niet bekend. Het kan ook zijn dat de club dat seizoen niet heeft meegespeeld op het hogere amateurniveau, vroegtijdig de competitie heeft verlaten of uit de competitie is gezet.

In het seizoen 1944/45 was er wegens de Tweede Wereldoorlog geen regulier competitievoetbal.

## Betaald voetbal
Het eerste seizoen kwam het uit in de Eerste klasse (1C) en daarna drie seizoenen in de Tweede divisie, waarin het telkens in de onderste regionen eindigde. De capaciteit van het "sportpark Rozenoord" bedroeg in deze periode 18.000 toeschouwers en was geregeld uitverkocht.

### Seizoensoverzichten
| Resultaten van DOSKO sinds de toetreding in het betaald voetbal in 1955 | Resultaten van DOSKO sinds de toetreding in het betaald voetbal in 1955 | Resultaten van DOSKO sinds de toetreding in het betaald voetbal in 1955 | Resultaten van DOSKO sinds de toetreding in het betaald voetbal in 1955 | Resultaten van DOSKO sinds de toetreding in het betaald voetbal in 1955 | Resultaten van DOSKO sinds de toetreding in het betaald voetbal in 1955 | Resultaten van DOSKO sinds de toetreding in het betaald voetbal in 1955 | Resultaten van DOSKO sinds de toetreding in het betaald voetbal in 1955 | Resultaten van DOSKO sinds de toetreding in het betaald voetbal in 1955 | Resultaten van DOSKO sinds de toetreding in het betaald voetbal in 1955 | Resultaten van DOSKO sinds de toetreding in het betaald voetbal in 1955 | Resultaten van DOSKO sinds de toetreding in het betaald voetbal in 1955 | Resultaten van DOSKO sinds de toetreding in het betaald voetbal in 1955                                                         |
| Seizoen                                                                 | Competitie                                                              | Competitie                                                              | Competitie                                                              | Competitie                                                              | Competitie                                                              | Competitie                                                              | Competitie                                                              | Competitie                                                              | Competitie                                                              | Kwalificatie                                                            | KNVB Beker                                                              | Bijzonderheid |
| Seizoen                                                                 | Divisie                                                                 | GW                                                                      | W                                                                       | G                                                                       | V                                                                       | PNT                                                                     | DV                                                                      | DT                                                                      | POS                                                                     | Kwalificatie                                                            | KNVB Beker                                                              | Bijzonderheid |
| ----------------------------------------------------------------------- | ----------------------------------------------------------------------- | ----------------------------------------------------------------------- | ----------------------------------------------------------------------- | ----------------------------------------------------------------------- | ----------------------------------------------------------------------- | ----------------------------------------------------------------------- | ----------------------------------------------------------------------- | ----------------------------------------------------------------------- | ----------------------------------------------------------------------- | ----------------------------------------------------------------------- | ----------------------------------------------------------------------- | --- |
| 1955/56                                                                 | Eerste klasse C                                                         | 30                                                                      | 11                                                                      | 9                                                                       | 10                                                                      | 31                                                                      | 56                                                                      | 61                                                                      | 8e                                                                      | Tweede divisie                                                          | Geen bekertoernooi                                                      | DOSKO treedt toe tot het betaald voetbal                                                                                        |
| 1956/57                                                                 | Tweede divisie B                                                        | 28                                                                      | 8                                                                       | 8                                                                       | 12                                                                      | 24                                                                      | 47                                                                      | 70                                                                      | 12e                                                                     | –                                                                       | 2e ronde                                                                | – |
| 1957/58                                                                 | Tweede divisie A                                                        | 26                                                                      | 6                                                                       | 4                                                                       | 16                                                                      | 16                                                                      | 49                                                                      | 64                                                                      | 13e                                                                     | –                                                                       | 4e ronde                                                                | – |
| 1958/59                                                                 | Tweede divisie A                                                        | 28                                                                      | 5                                                                       | 6                                                                       | 17                                                                      | 16                                                                      | 41                                                                      | 70                                                                      | 15e                                                                     | –                                                                       | 1e ronde                                                                | Geplaatst voor nacompetitie tegen degradatie in volgende seizoen, maar DOSKO besluit vrijwillig terug te keren naar de amateurs |

### Topscorers
- 1955/56:  Rinus Bennaars (18)
- 1956/57:  Frits de Kok (10)
- 1957/58:  Rinus Bennaars (18)
- 1958/59:  Piet Vonk (8)

### Trainers
- 1948-1949:  Jan Bijl
- 1955–1956:  Frans Tausch
- 1956–1957:  Rein de Bruyn
- 1957–1958:  A. de Man
- 1958–1959:  Jan van de Gevel

## Bekende (oud-)spelers
Bekendste spelers zijn: Rinus Bennaars, die vijftien keer uitkwam voor het Nederlands voetbalelftal, en Louis Overbeeke die driemaal in het Nederlands elftal speelde. DOSKO is de enige tweedeklasser in de geschiedenis van het Nederlands elftal die voor een interland meer dan één speler leverde.
Bij twee interlands was DOSKO hofleverancier van Oranje met Bennaars en Overbeeke als basisspeler. Dat was op 7 maart 1954 thuis tegen Engeland-amateurs (1-0 zege) en op 4 april 1954 uit tegen België (4-0 verlies). De andere negen Oranje-spelers kwamen uit voor negen verschillende clubs.
Rinus Bennaars maakte nog een deel van het betaald voetbalavontuur van DOSKO mee voordat hij in 1958 naar NOAD vertrok. Als speler van Feyenoord speelde hij ook nog vijf keer in het Nederlands elftal. Chris Walder speelde in 1921 zijn enige interland enkele maanden voordat hij overstapte van NAC naar DOSKO.
SV DOSKO · RKSV Halsteren · Lepelstraatse Boys · Marjola Girls · VV De Markiezaten · MOC '17 · VV Vrederust · VVC '68 
Voormalig: FC Bergen · BVV '63 · RKVV Nieuw Borgvliet